# Ambassis dussumieri
Ambassis dussumieri е вид бодлоперка от семейство Ambassidae. Видът не е застрашен от изчезване.

## Разпространение и местообитание
Разпространен е в Австралия, Бангладеш, Индия (Андамански острови, Керала и Ориса), Индонезия, Китай, Мадагаскар, Малайзия, Мианмар, Сейшели, Филипини, Шри Ланка, Южна Африка и Япония.
Обитава сладководни и полусолени басейни, морета, крайбрежия и реки. Среща се на дълбочина около 1 m.

## Описание
На дължина достигат до 10 cm.